# Orsan
Orsan település Franciaországban, Gard megyében. Lakosainak száma 1197 fő (2022. január 1.). Orsan Bagnols-sur-Cèze, Chusclan, Codolet és Laudun-l’Ardoise községekkel határos.

## Népesség
A település népességének változása:
| Lakosok száma | 720  | 968  | 961  | 1133 | 1079 | 1104 | 1145 | 1186 | 1183 | 1197 |
|               | 1968 | 1982 | 1990 | 2006 | 2013 | 2015 | 2017 | 2019 | 2020 | 2022 |